# Willem Pensart
Willem Pensart (16e eeuw) was audiencier van de Geheime Raad en tegelijkertijd secretaris van de Raad van State der Nederlanden, van 1532 tot 1538. Hij werkte in Brussel.
In 1531 liet keizer Karel V de administratie van de Nederlanden grondig hervormen. De administratie hing niet meer af van de keizer maar direct van de landvoogd der Nederlanden. In die tijd was de landvoogdes Maria van Hongarije, zus van de keizer. Zo trad Laurent du Blioul af als audiencier in 1531; hij was ridder van de Orde van het Gulden Vlies en dus in dienst van de Habsburgse keizers. Hij werd opgevolgd door de niet-adellijke Willem Pensart. Pensart werkte steeds onder het gezag van de machtige aartsbisschop Jan II Carondelet, voorzitter van de Geheime Raad èn van de Raad van State. Als audiencier ondertekende en archiveerde Pensart talrijke ambtelijke stukken in de Habsburgse Nederlanden. De macht van de audiencier nam zodanig toe dat Pensart brieven mocht tonen in vergaderingen van de Raad van State der Nederlanden. Tot dan waren de vergaderingen van de Raad van State uitsluitend toegankelijk voor de hoge adel in de Nederlanden. De invloed van de ambtenarij was echter toegenomen.
In 1538 trad Willem Pensart af ten voordele van de ambtenaar-dichter Nicolaus Grudius.